# Еманюел Макрон
Еманюел Жан Мишел Фредерик Макрон, по-известен като Еманюел Макрон (на френски: Emmanuel Macron) е френски политик, президент на Франция и копринц (съуправител) на Андора от 14 май 2017 г. Той е най-младият човек, заемал президентския пост (на 39 години), като стига до него след изключително кратка кариера във финансовия сектор и политиката.
Дипломиран от Националния институт по администрация (на френски: École nationale d'administration) през 2004 г. След завършването си Макрон встъпва на държавна длъжност като финансов инспектор, преди да започне през 2008 г. кариера като банкер във френската търговска банка Rothschild & Cie. Между 2006 и 2009 г. е член на Социалистическата партия. Назначен като заместник главен секретар в кабинета на президента от Франсоа Оланд през 2012 г.; две години по-късно става министър на икономиката, индустрията и цифровизацията във второто правителство на Манюел Валс.
През април 2016 г. създава свое политическо движение, наречено „Напред!“ (на френски: En marche!) и четири месеца по-късно напуска министерския си пост. На президентските избори проведени една година по-късно, Макрон печели и двата тура, като е окончателно избран с 66,06% от подадените гласове срещу 33,94% за Марин Льо Пен. През март 2022 г. той се кандидатира за втори президентски мандат и подобно на 2017 г. печели изборите на проведения на 24 април 2022 г. втори тур с 58,5%, като и този път се изправя срещу льо Пен.

## Биография

### Семейство и образование
Макрон е син на Франсоаз Ногес-Макрон, съветващ лекар в системата за социално осигуряване, и Жан-Мишел Макрон, професор по неврология. На шестнайсет години печели награда по френски език, а по-късно трета награда от конкурс по пиано на консерваторията в Амиен.
Средното си образование получава в йезуитския колеж Lycée la Providence в Амиен, но завършва последната година с матура в парижката елитна гимназия (лицей) „Анри IV“ (на френски: Lycée Henri-IV) в Париж. Макрон записва да следва философия в Университета в Нантер, където пише дипломна работа за Макиавели и дисертация за Хегел. По това време, в годините 1999 до 2001, работи и като асистент на френския философ Пол Рикьор.
След като завършва университета (Diplôme d'études approfondies, вид магистратура), се записва за допълнително обучение във Висшето училище по администрация (на френски: École nationale d’administration), където е сред отличниците в класа си.
Учи също в Института за политически науки в Париж.
От 2007 г. Макрон е женен за бившата си учителка по френски Брижит Троньо, която е почти 25 години по-възрастна от него и в която той се влюбва по времето, когато е бил ученик. Брижит има три деца от предишен брак.

### Професионално развитие
След като завършва Висшето училище по администрация с много висок успех, през 2005 г. започва работа в публичната администрация като финансов директор в Инспекцията по финансите към Министерството на икономиката и финансите. В работата си често представлява инспекцията пред президентската администрация. Така се запознава с Жак Атали, професор по икономика, публицист и дългогодишен съветник на президента Франсоа Митеран. Жак Атали по-късно го препоръчва за съветник на президента Франсоа Оланд.
След работата си в Министерството на икономиката и финансите работи за парижкия „Институт Монтен“ (на френски: Institut Montaigne), мозъчен тръст с либерална икономическа насока. След препоръки от Серж Вайнберг (по това време един от председателите на Sanofi) и Жак Атали през 2008 г. започва работа като инвестиционен банкер в парижката банка Rothschild & Cie. Една година след избирането му за президент, общественото мнение се обединява около твърдението, че Макрон е „президент на богатите“. Цитират се данни от представителни за Франция прочувания от лятото на 2018, а в края на годината (след движението на жълтите жилетки) то се споделя от около 75%.
През 2014 г. Еманюел Макрон участва в среща на Билдърбергската група, също както и посоченият от него през 2016 г. министър-председател Едуар Филип.

## Избор за президент
На 23 април 2017 г., когато се провежда първия тур от изборите за президент на Франция, Макрон поучава 24,01% от гласовете и е пръв, следван от Марин Льо Пен (21,30%), Франсоа Фийон и Жан-Люк Меланшон. Вторият тур се провежда на 7 май 2017 г. Спечелен е отново от Макрон с 66,06%, като за него са гласували 20 703 694 души, представляващи 43,63% от електората. Двата тура на изборите за президент на Франция пет години по-късно, спечелени от Макрон, се провеждат, съответно, на 10 април и на 24 април 2022 г. На тези избори се явяват общо 12 кандидати – 8 мъже и 4 жени. Проучванията на нагласите на френските гласоподаватели между октомври 2021 г. и 8 април 2022 г. неизменно показват като най-вероятно оставането на 25-тия президент на Франция в Елисейския дворец за втори мандат.

## Президентски мандат
Еманюел Макрон встъпва в длъжност на 14 май 2017. На следващия ден номинира Едуар Филип за министър-председател, с което го упълномощава да състави правителство. След проведените парламентарни избори, около един месец по-късно, на 21 юни е сформиран нов кабинет от 19 министри и 10 държавни секретари. След втория кръг на местни избори, състоял се в края на м. юни 2020 г., Филип подава оставка и Макрон номинира на поста Жан Кастекс.

### Икономическа и социална политика
Вътрешната политика на Макрон и правителството буди недоволство сред френските избиратели, като популярността на президента осезаемо намалява и година и половина след встъпването в длъжност според представителни допитвания той е одобряван от около 24% респонденти. От октомври 2018 недоволството добива форма на социален протест изявяващ в движение на жълтите жилетки. Едно от повтарящите се искания е за оставката на Макрон. На 10 декември 2018 г. Макрон произнася реч и обявява мерки, което само временно снижава социалното напрежение. Един месец по-късно Макрон обявява, че ще направи ново обръщение към нацията.